# Irsko na Letních olympijských hrách 1984
Irsko se účastnilo Letní olympiády 1984 v americkém Los Angeles.

## Medailisté
| Medaile | Jméno       | Sport    | Soutěž       |
| ------- | ----------- | -------- | ------------ |
| Stříbro | John Treacy | Atletika | Muži maraton |